# 私のテンプル
『私のテンプル 』(わたしのテンプル、原題：Our Little Girl)は1935年制作のアメリカ合衆国の映画。ジョン・ロバートソン監督のドラマ。シャーリー・テンプル主演作。

## ストーリー
ドナルド・ミドルトンは多忙な医師であった。多忙なあまり、妻のエルザ・ミドルトンはかえりみられず、次第に他に関心を抱くようになる。離婚の危機がおき、娘のシャーリーは家出をしてしまう。娘への愛が両親を結びつけ、再び家庭に愛がよみがえる。

## キャスト
- モリー・ミドルトン：シャーリー・テンプル
- エルザ・ミドルトン： ロズマリー・エイムス
- ドナルド･ミドルトン医師：ジョエル・マクリー
- ロルフ・ブレント：ライル・タルボット
- セアラ・ボイントン：エリン・オブライエン＝ムーア
- 道化師：プードルス・ハンフォード
- エミー：マーガレット・アームストロング